# 1575
1575 је била проста година.

## Догађаји

### Септембар
- 22. септембар — Будачка битка

### Непознати датуми
- Патријарх српски Герасим (световно Соколовић) изабран је за архиепископа пећког и патријарха српског.